# Limes Playing Field
Limes Playing Field – to wielofunkcyjny stadion w Limes na Grenadzie. Jest obecnie używany głównie dla meczów piłki nożnej. Swoje mecze rozgrywa na nim drużyna piłkarska South Stars FC. Stadion mieści 1000 osób.